# Топлица (Мъглен)
Вижте пояснителната страница за други значения на Топлица.
То̀плица или Колова река (на гръцки: Τόπλιτσα, Топлица, Ρέμα Νικολάου, Рема Николау, Άγιος Νικόλαος, Агиос Николаос) е река в Егейска Македония, Гърция.

## Етимология
Името Топлица е от то̀пъл и топонимична наставка и типично славянско име във връзка с баня и топло. През XI век на пътя от Пловдив за Одрин се споменава крепост Τόπλιτσιος, старобългарски , „топъл извор“, в превода на Шестоднева: '        . Името Топлица е често в българската езикова територия. Името се носи и от Топлица река в Поморавието. Сравними са словашкото Teplica, чешкото Teplice, полкото Tieplice, германският град Teplitz и други.

## Път
Топлица се извира по името Рамноборска река (Ράμνο Μπορ) южно под връх Креминак и западно под Бела Грота (2366 m) в югоизточната част на планината Нидже (Ворас). Тече на изток. Приема притоците си Конопица (Κουνουπίτσα) и Люта (Λούτα) и под името Колова навлиза югоизточно в Пожарския пролом. В него реката се спуска серпентинообразно, пада от малки водопади и водата ѝ има тюркоазен цвят. Към изхода на пролома на надморска височина 360 – 390 m, извират термални извори с вода, която достига температура до 37 градуса по Целзий. Това са дъждовни води, които проникват дълбоко в земята, където температурата им се повишава и рязко се връщат към повърхността вече богати в минерали. Тези топли извори дават името на реката Топлица.
Реката излиза от планината след Пожарските бани (Лутра Лутракиу) и навлиза в котловината Мъглен, като минава южно от Пожарско (Лутраки). Тече на изток. Минава между бившето село Ени махала (Микрохори) от север и село Биджова махала (Пипериес) от юг и завива на североизток. Приема големия си ляв приток Църна и отново завива на изток. Минава северно от град Съботско (Аридеа), където приема големия си ляв приток Сушица и се влива в Козяк източно от града.

## Водосборен басейн
→ ляв приток, ← десен приток
- → Аматова[6]
- → Конопица[1]
- → Църна[1][6] (Църнана)[1]
- → Сушица

- ← Дерба
- ← Паеновица